# HD 17156
HD 17156 ist ein etwa 245 Lichtjahre entfernter Unterriese im Sternbild Kassiopeia mit einer scheinbaren Helligkeit von ca. 8,2 mag.
Im Jahre 2007 entdeckten Debra Fischer et al. mit Hilfe der Radialgeschwindigkeitsmethode einen extrasolaren Planeten, der diesen Stern umkreist und die systematische Bezeichnung HD 17156 b trägt. Später konnte zudem ein Transit des Exoplaneten beobachtet werden. Die Umlaufperiode des Begleiters beträgt 21,2 Tage, die große Halbachse des Orbits 0,16 Astronomischen Einheiten bei einer Exzentrizität von 0,68. Die Masse des Objektes konnte zu 3,1 Jupitermassen (ca. 980 Erdmassen) bestimmt werden.
Im Rahmen einer Kampagne der IAU erhielt der Stern den Eigennamen Nushagak und der Exoplanet den Eigennamen Mulchatna.